# Мускала, Майк
Майкл Питер «Майк» Мускала (англ. Michael Peter "Mike" Muscala; род. 1 июля 1991 года в Сент-Луис-Парк, штат Миннесота, США) — американский бывший профессиональный баскетболист, выступавший в НБА. На драфте НБА 2013 года был выбран под общим 44-м номером командой «Даллас Маверикс».

## Студенческая карьера
Мускала четыре сезона выступал за Бакнеллский университет. В 2011 году после выступления с «Бакнелл Байзонс» на турнире NCAA был удостоен награды Игрок года. Кроме того, попал в символическую сборную лиги в сезоне 2010—2011. В сезоне 2012-13 был выбран в символическую сборную All-America. Также в сезоне 2012-13 попал в список финалистов на номинацию Senior CLASS Award. Также Мускала получил награду Игрок года и в 2013 года, а также стал лучшим игроком линии защиты, был выбран в символическую сборную конференции. В сезоне 2012-13 игрок стал лучшим бомбардиром команды в истории, превзойдя рекорд Эла Лесли, который держался 32 года.

## Профессиональная карьера

### Драфт НБА и карьера в Испании
На драфте НБА 2013 года был выбран под общим 44-м номером командой «Даллас Маверикс», однако затем был обменян вместе с 16-м номером драфта Лукасом Ногейрой и защитником Джаредом Каннингемом в «Атланту». В «Даллас» отправился 18-й номер драфта Ларкин, Шейн. 1 августа 2013 года Мускала подписал годичный контракт с клубом чемпионата Испании «Обрадойро». 25 февраля 2014 года игрок покинул Испанию и вернулся в США.

### Атланта Хокс (2014—2018)
27 февраля 2014 года Мускала подписал контракт с «Атланта Хокс». 2 марта 2014 года он дебютировал в проигранной встрече с «Финикс Санз». В этом матче баскетболист набрал 4 очка и совершил 5 подборов. Самый выдающийся результат этого сезона Мускала показал 16 апреля 2014 года в игре против «Милуоки Бакс», забросив 15 очков.
В июле 2014 года Майк участвует с командой в летней лиге. Мускала несколько раз отправлялся в фарм-клуб «Форт-Уэйн Мэд Энтс», выступающий в Лиге развития НБА. 28 марта 2015 года баскетболист провел лучший матч сезона против «Шарлотт Хорнетс», набрав 18 очков, 10 подборов, 4 передачи, 1 перехват и 2 блок-шота.
В межсезонье 2015 года Мускала снова участвует в летней лиге, показывая в среднем 9,8 очков и 7,3 подбора за игру. 3 февраля 2016 года в игре против «Филадельфия Сиксерс» Майк устанавливает личный рекорд текущего сезона — 12 очков.
29 июня 2016 года «Атланта Хокс» используют опцию контракта и продлевают контракт с игроком.
25 июля 2017 года клуб продлевает с Мускалой контракт. 11 марта 2018 года Майк устанавливает рекорд карьеры (19 очков) в игре против «Чикаго Буллз», а 28 марта 2018 года в игре против «Миннесота Тимбервулвз» улучшает рекорд до 24 очков за игру. Несмотря на это обе игры были проиграны.

### Филадельфия Севенти Сиксерс (2018—2019)
25 июля 2018 года Мускала был обменян в клуб «Филадельфия Севенти Сиксерс» в рамках трехсторонней сделки с участием «Атланта Хокс» и «Оклахома-Сити Тандер».

### Лос-Анджелес Лейкерс (2019)
6 февраля 2019 года Мускала был обменян вместе с Уилсоном Чендлером, Лэндри Шэметом и несколькими будущими драфт-пиками в «Лос-Анджелес Клипперс» в обмен на Тобиаса Харриса, Бобана Марьяновича и Майка Скотта. На следующий день он был обменян в «Лос-Анджелес Лейкерс» на Майкла Бизли и Ивицу Зубаца.

### Оклахома-Сити Тандер (2019—2023)
10 июля 2019 года Мускала подписал 2-летний контракт с «Оклахома-Сити Тандер».
В ноябре 2020 года Мускала активировал опцию игрока в контракте и остался на второй сезон в «Тандер».
12 августа 2021 года Мускала подписал новый контракт с «Тандер». 8 марта 2022 года он перенес операцию на правой лодыжке, из-за которой он выбыл до конца сезона.
4 августа 2022 года он подписал новый контракт с «Тандер».

### Бостон Селтикс (2023)
9 февраля 2023 года Мускала был обменян в «Бостон Селтикс» на Джастина Джексона и два будущих выбора второго раунда драфта.

### Вашингтон Уизардс (2023—2024)
23 июня 2023 года «Бостон Селтикс» обменяли Мускалу в «Вашингтон Уизардс» в результате трёхстороннего обмена, в ходе которого Маркус Смарт отправился в «Мемфис Гриззлис», Кристапс Порзингис отправился в «Бостон Селтикс», а Тайс Джонс в «Вашингтон». Также «Бостон» получил 25-й выбор на драфте НБА 2023 года и выбор в первом раунде драфта 2024 года команды «Голден Стэйт Уорриорз», а «Вашингтон» получил Данило Галлинари и 35-й выбор на драфте НБА 2023 года.

### «Детройт Пистонс» (2024)
14 января 2024 года Мускала был обменян в «Детройт Пистонс» вместе с Данило Галлинари в обмен на Марвина Багли III, Айзея Ливерса и будущие предложения по драфту. Он был выкуплен 28 февраля, сыграв 13 игр.

### Возвращение в Оклахома-Сити (2024)
2 марта 2024 года Мускала подписал контракт с «Оклахома-Сити Тандер». 13 июля Мускала объявил, что заканчивает профессиональную карьеру.

## Статистика

### Статистика в НБА
| Сезон                                                                                    | Команда       | Регулярный сезон | Регулярный сезон | Регулярный сезон | Регулярный сезон | Регулярный сезон | Регулярный сезон | Регулярный сезон | Регулярный сезон | Регулярный сезон | Регулярный сезон | Регулярный сезон | Серия плей-офф | Серия плей-офф | Серия плей-офф | Серия плей-офф | Серия плей-офф | Серия плей-офф | Серия плей-офф | Серия плей-офф | Серия плей-офф | Серия плей-офф | Серия плей-офф |
| Сезон                                                                                    | Команда       | GP               | GS               | MPG              | FG%              | 3P%              | FT%              | RPG              | APG              | SPG              | BPG              | PPG              | GP             | GS             | MPG            | FG%            | 3P%            | FT%            | RPG            | APG            | SPG            | BPG            | PPG            |
| ---------------------------------------------------------------------------------------- | ------------- | ---------------- | ---------------- | ---------------- | ---------------- | ---------------- | ---------------- | ---------------- | ---------------- | ---------------- | ---------------- | ---------------- | -------------- | -------------- | -------------- | -------------- | -------------- | -------------- | -------------- | -------------- | -------------- | -------------- | -------------- |
| 2013/14                                                                                  | Атланта       | 20               | 0                | 10,8             | 42,5             | 0,0              | 100,0            | 2,6              | 0,4              | 0,2              | 0,5              | 3,8              | 2              | 0              | 2,7            | 0,0            | -              | -              | 0,0            | 0,0            | 0,0            | 0,0            | 0,0            |
| 2014/15                                                                                  | Атланта       | 40               | 8                | 12,6             | 55,0             | 40,9             | 88,0             | 3,0              | 0,6              | 0,4              | 0,5              | 4,9              | 10             | 0              | 10,2           | 60,6           | 25,0           | -              | 1,8            | 0,1            | 0,1            | 0,3            | 4,2            |
| 2015/16                                                                                  | Атланта       | 60               | 0                | 9,4              | 50,0             | 30,8             | 79,5             | 2,0              | 0,6              | 0,2              | 0,5              | 3,3              | 9              | 0              | 7,4            | 50,0           | 33,3           | 100,0          | 1,9            | 0,3            | 0,0            | 0,1            | 2,7            |
| 2016/17                                                                                  | Атланта       | 70               | 3                | 17,7             | 50,4             | 41,8             | 76,6             | 3,4              | 1,4              | 0,4              | 0,6              | 6,2              | 6              | 0              | 13,5           | 27,8           | 0,0            | 87,5           | 2,7            | 0,3            | 0,2            | 0,5            | 2,8            |
| 2017/18                                                                                  | Атланта       | 53               | 7                | 20,0             | 45,8             | 37,1             | 91,9             | 4,3              | 1,0              | 0,6              | 0,5              | 7,6              | Не участвовал  | Не участвовал  | Не участвовал  | Не участвовал  | Не участвовал  | Не участвовал  | Не участвовал  | Не участвовал  | Не участвовал  | Не участвовал  | Не участвовал  |
| 2018/19                                                                                  | Филадельфия   | 47               | 6                | 22,2             | 39,2             | 34,2             | 81,8             | 4,3              | 1,3              | 0,4              | 0,6              | 7,4              | Не участвовал  | Не участвовал  | Не участвовал  | Не участвовал  | Не участвовал  | Не участвовал  | Не участвовал  | Не участвовал  | Не участвовал  | Не участвовал  | Не участвовал  |
| 2018/19                                                                                  | Лейкерс       | 17               | 4                | 15,6             | 43,4             | 36,8             | 87,5             | 2,6              | 0,8              | 0,2              | 0,6              | 5,9              | Не участвовал  | Не участвовал  | Не участвовал  | Не участвовал  | Не участвовал  | Не участвовал  | Не участвовал  | Не участвовал  | Не участвовал  | Не участвовал  | Не участвовал  |
| 2019/20                                                                                  | Оклахома-Сити | 47               | 2                | 12,2             | 40,7             | 37,8             | 81,8             | 2,3              | 0,9              | 0,2              | 0,3              | 4,8              | 2              | 0              | 9,9            | 50,0           | 100,0          | -              | 2,0            | 0,5            | 0,0            | 0,0            | 1,5            |
| 2020/21                                                                                  | Оклахома-Сити | 35               | 0                | 18,4             | 44,6             | 37,0             | 91,7             | 3,8              | 0,8              | 0,2              | 0,3              | 9,7              | Не участвовал  | Не участвовал  | Не участвовал  | Не участвовал  | Не участвовал  | Не участвовал  | Не участвовал  | Не участвовал  | Не участвовал  | Не участвовал  | Не участвовал  |
| 2021/22                                                                                  | Оклахома-Сити | 43               | 0                | 13,8             | 45,6             | 42,9             | 84,2             | 3,0              | 0,5              | 0,4              | 0,6              | 8,0              | Не участвовал  | Не участвовал  | Не участвовал  | Не участвовал  | Не участвовал  | Не участвовал  | Не участвовал  | Не участвовал  | Не участвовал  | Не участвовал  | Не участвовал  |
| 2022/23                                                                                  | Оклахома-Сити | 43               | 5                | 14,5             | 43,8             | 39,4             | 79,5             | 3,1              | 0,9              | 0,3              | 0,4              | 6,2              | Не участвовал  | Не участвовал  | Не участвовал  | Не участвовал  | Не участвовал  | Не участвовал  | Не участвовал  | Не участвовал  | Не участвовал  | Не участвовал  | Не участвовал  |
| 2022/23                                                                                  | Бостон        | 20               | 4                | 16,2             | 47,2             | 38,5             | 69,2             | 3,4              | 0,6              | 0,2              | 0,3              | 5,9              | 6              | 0              | 3,5            | 50,0           | 50,0           | 75,0           | 0,7            | 0,2            | 0,0            | 0,0            | 1,5            |
| 2023/24                                                                                  | Вашингтон     | 24               | 2                | 14,1             | 36,7             | 27,5             | 75,0             | 3,1              | 0,9              | 0,2              | 0,3              | 4,0              | Не участвовал  | Не участвовал  | Не участвовал  | Не участвовал  | Не участвовал  | Не участвовал  | Не участвовал  | Не участвовал  | Не участвовал  | Не участвовал  | Не участвовал  |
| 2023/24                                                                                  | Детройт       | 13               | 4                | 13,2             | 34,1             | 38,2             | 50,0             | 2,2              | 0,8              | 0,2              | 0,4              | 3,5              | Не участвовал  | Не участвовал  | Не участвовал  | Не участвовал  | Не участвовал  | Не участвовал  | Не участвовал  | Не участвовал  | Не участвовал  | Не участвовал  | Не участвовал  |
| 2023/24                                                                                  | Оклахома-Сити | 16               | 0                | 5,7              | 36,4             | 9,1              | 0,0              | 1,3              | 0,3              | 0,1              | 0,1              | 1,1              | Не участвовал  | Не участвовал  | Не участвовал  | Не участвовал  | Не участвовал  | Не участвовал  | Не участвовал  | Не участвовал  | Не участвовал  | Не участвовал  | Не участвовал  |
|                                                                                          | Всего         | 548              | 45               | 15,0             | 45,1             | 37,3             | 83,0             | 3,1              | 0,8              | 0,3              | 0,5              | 5,9              | 35             | 0              | 8,4            | 48,1           | 30,4           | 85,7           | 1,7            | 0,2            | 0,1            | 0,2            | 2,7            |
| Наведите курсор мыши на аббревиатуры в заголовке таблицы, чтобы прочесть их расшифровку. |               |                  |                  |                  |                  |                  |                  |                  |                  |                  |                  |                  |                |                |                |                |                |                |                |                |                |                |                |

### Статистика в Джи-Лиге
| Сезон                                                                                    | Команда            | Регулярный сезон | Регулярный сезон | Регулярный сезон | Регулярный сезон | Регулярный сезон | Регулярный сезон | Регулярный сезон | Регулярный сезон | Регулярный сезон | Регулярный сезон | Регулярный сезон | Серия плей-офф | Серия плей-офф | Серия плей-офф | Серия плей-офф | Серия плей-офф | Серия плей-офф | Серия плей-офф | Серия плей-офф | Серия плей-офф | Серия плей-офф | Серия плей-офф |
| Сезон                                                                                    | Команда            | GP               | GS               | MPG              | FG%              | 3P%              | FT%              | RPG              | APG              | SPG              | BPG              | PPG              | GP             | GS             | MPG            | FG%            | 3P%            | FT%            | RPG            | APG            | SPG            | BPG            | PPG            |
| ---------------------------------------------------------------------------------------- | ------------------ | ---------------- | ---------------- | ---------------- | ---------------- | ---------------- | ---------------- | ---------------- | ---------------- | ---------------- | ---------------- | ---------------- | -------------- | -------------- | -------------- | -------------- | -------------- | -------------- | -------------- | -------------- | -------------- | -------------- | -------------- |
| 2014/15                                                                                  | Форт-Уэйн Мэд Энтс | 6                | 2                | 29,9             | 47,5             | 50,0             | 85,7             | 8,7              | 1,7              | 0,7              | 1,0              | 12,8             | Не участвовал  | Не участвовал  | Не участвовал  | Не участвовал  | Не участвовал  | Не участвовал  | Не участвовал  | Не участвовал  | Не участвовал  | Не участвовал  | Не участвовал  |
| 2017/18                                                                                  | Эри Бэйхокс        | 3                | 3                | 17,7             | 58,3             | 50,0             | 100,0            | 3,0              | 1,3              | 0,7              | 1,0              | 13,0             | Не участвовал  | Не участвовал  | Не участвовал  | Не участвовал  | Не участвовал  | Не участвовал  | Не участвовал  | Не участвовал  | Не участвовал  | Не участвовал  | Не участвовал  |
|                                                                                          | Всего              | 9                | 5                | 25,8             | 50,6             | 50,0             | 88,0             | 6,8              | 1,6              | 0,7              | 1,0              | 12,9             | Не участвовал  | Не участвовал  | Не участвовал  | Не участвовал  | Не участвовал  | Не участвовал  | Не участвовал  | Не участвовал  | Не участвовал  | Не участвовал  | Не участвовал  |
| Наведите курсор мыши на аббревиатуры в заголовке таблицы, чтобы прочесть их расшифровку. |                    |                  |                  |                  |                  |                  |                  |                  |                  |                  |                  |                  |                |                |                |                |                |                |                |                |                |                |                |

### Статистика в NCAA
| Сезон | Команда | Conf    | Class | GP  | GS  | MPG  | FG%  | 3P%  | FT%  | RPG  | APG | SPG | BPG | PPG  |
| --- | ------- | ------- | ----- | --- | --- | ---- | ---- | ---- | ---- | ---- | --- | --- | --- | ---- |
| 2009/10 | Бакнелл | Patriot | FR    | 30  | 16  | 24,8 | 46,2 | 30,0 | 80,6 | 4,9  | 0,8 | 0,3 | 2,2 | 9,9  |
| 2010/11 | Бакнелл | Patriot | SO    | 34  | 33  | 27,8 | 51,7 | 36,4 | 81,6 | 7,3  | 1,4 | 0,4 | 2,0 | 14,9 |
| 2011/12 | Бакнелл | Patriot | JR    | 35  | 35  | 29,9 | 50,3 | 35,0 | 85,3 | 9,1  | 1,8 | 0,5 | 1,7 | 17,0 |
| 2012/13 | Бакнелл | Patriot | SR    | 34  | 34  | 31,7 | 50,9 | 25,0 | 78,9 | 11,1 | 2,3 | 0,5 | 2,4 | 18,7 |
| Всего | Всего   | Всего   | Всего | 133 | 118 | 28,7 | 50,1 | 31,3 | 81,9 | 8,2  | 1,6 | 0,4 | 2,0 | 15,3 |
| Наведите курсор мыши на аббревиатуры в заголовке таблицы, чтобы прочесть их расшифровку Статистика приведена с сайта sports-reference.com |         |         |       |     |     |      |      |      |      |      |     |     |     |      |

### Статистика в других лигах
| Сезон | Команда   | Лига              | GP | GS | MPG  | FG%  | 3P%  | FT%  | RPG | APG | SPG | BPG | PFL | TOV | PPG  |
| --- | --------- | ----------------- | -- | -- | ---- | ---- | ---- | ---- | --- | --- | --- | --- | --- | --- | ---- |
| 2013/14 | Обрадойро | Чемпионат Испании | 20 | 20 | 26,7 | 54,0 | 33,3 | 87,1 | 7,8 | 1,1 | 0,6 | 0,8 | 3,6 | 1,9 | 14,6 |
| Всего | Всего     | Всего             | 20 | 20 | 26,7 | 54,0 | 33,3 | 87,1 | 7,8 | 1,1 | 0,6 | 0,8 | 3,6 | 1,9 | 14,6 |
| Наведите курсор мыши на аббревиатуры в заголовке таблицы, чтобы прочесть их расшифровку Статистика приведена с сайта basketball.realgm.com |           |                   |    |    |      |      |      |      |     |     |     |     |     |     |      |